# Licurici
Licurici is een Roemeense gemeente in het district Gorj.
Licurici telt 2535 inwoners.